# 安娜·乔基奇
安娜·乔基奇（1979年2月9日—），生于塞尔维亚阿兰杰洛瓦茨，黑山女子手球运动员。她曾代表黑山国家队参加2012年夏季奥林匹克运动会手球比赛，获得一枚银牌。